# ولي الدين باشا
ولي الدين باشا (بالتركية: Veliüddin Paşa)‏ هو سياسي عثماني، تولى منصب والي كريت.

## مناصبه
تولى المناصب التالية:
- والي كريت (1855–1857م)